# 1 czerwca
1 czerwca jest 152. (w latach przestępnych 153.) dniem w kalendarzu gregoriańskim. Do końca roku pozostaje 213 dni.

## Święta
- Imieniny obchodzą: Alfons, Bernard, Felin, Felina, Firmus, Fortunat, Hannibal, Ischyrion, Julian, Justyn, Juwencja, Juwencjusz, Konrad, Konrada, Magdalena, Nikodem, Pamfil, Paweł, Pamela, Porfiriusz, Prokul, Seleukos, Świętopełk, Teobald, Tespezjusz, Tespezy
- Azory – Święto Wysp Azorów
- Mongolia – Dzień Dziecka i Matki
- Międzynarodowe
  - Dzień Dziecka
  - Międzynarodowy Dzień Bułki[1]
- Palau – Dzień Prezydenta
- Polska
  - Dzień bez Alkoholu (ustanowione uchwałą Sejmu RP 24 maja 2006)
  - Święto Służby Ruchu Lotniczego[2]
- Samoa – Święto Niepodległości
- Wspomnienia i święta w Kościele katolickim[3][4] obchodzą:
  - bł. Alfons z Navarrete (dominikański męczennik)
  - św. Florus z Lodève, biskup (również 4 listopada)
  - bł. Jan Chrzciciel Scalabrini (biskup i apostoł)
  - bł. Jakub Strepa (dawne wspomnienie, obecne 21 października)[5]
  - św. Justyn (męczennik i ojciec Kościoła)
  - św. Paula Rzymianka (również 26 stycznia)

## Wydarzenia w Polsce

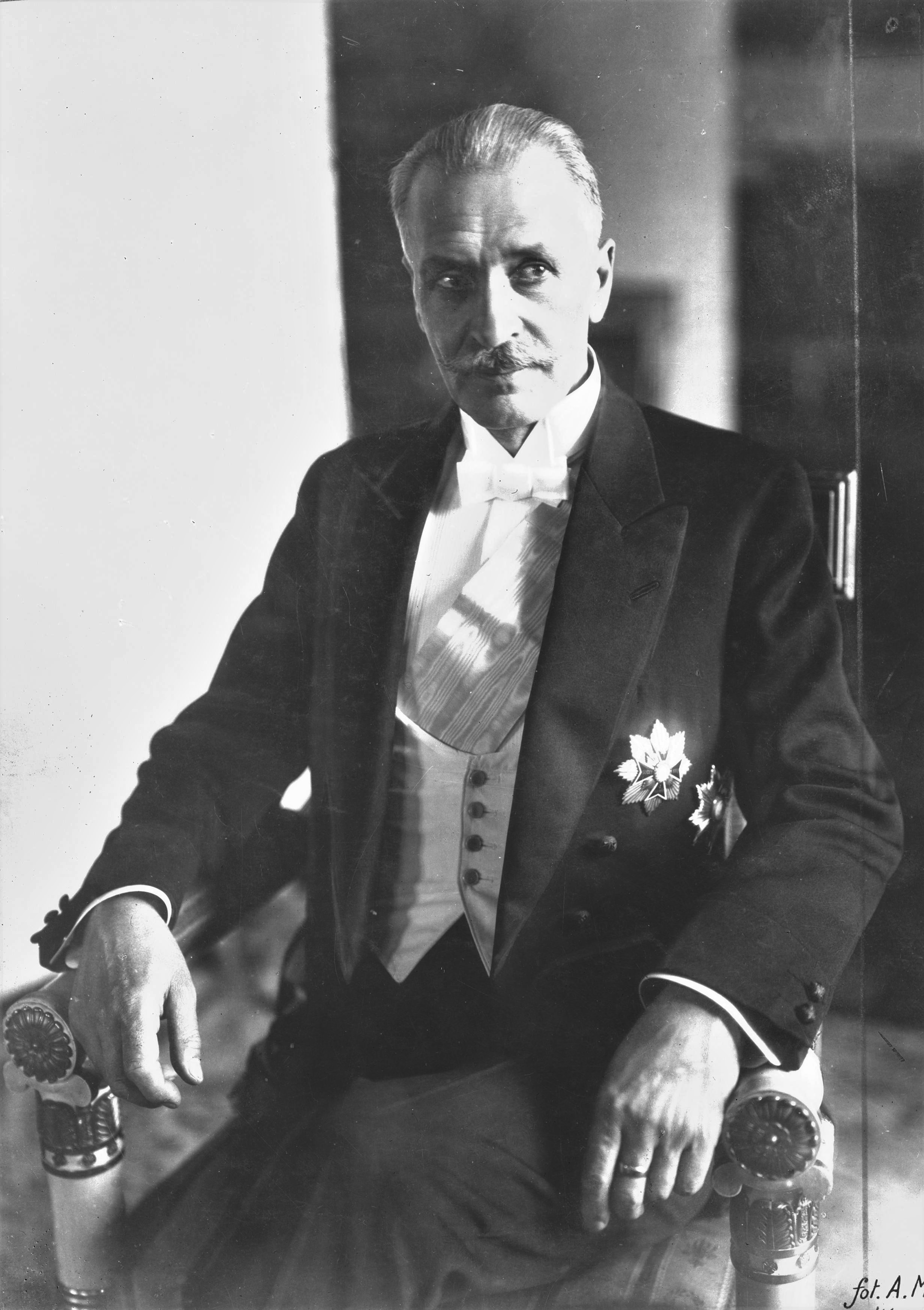
Ignacy Mościcki – trzeci prezydent Rzeczypospolitej

- 1235 – Gubin otrzymał prawa miejskie.
- 1345 – Wojna polsko-czeska: król Polski Kazimierz III Wielki najechał księstwo raciborsko-opawskie.
- 1496 – Król Jan I Olbracht wydał Statut piotrkowski.
- 1639 – Obrączkowe zaćmienie Słońca widoczne w północnej Polsce.
- 1652 – Początek polsko-kozackiej bitwy pod Batohem.
- 1656 – Potop szwedzki: zwycięstwo wojsk szwedzkich w bitwie pod Kcynią.
- 1692 – Poświęcono kościół Wniebowzięcia Najświętszej Marii Panny w Nysie.
- 1765 – Król Stanisław II August powołał Komisję Dobrego Porządku dla Starej i Nowej Warszawy.
- 1792 – Wojna polsko-rosyjska: zdymisjonowano naczelnego wodza armii litewskiej księcia Ludwika Wirtemberskiego, któremu udowodniono zdradę i działania na korzyść armii rosyjskiej.
- 1809 – Wojna polsko-austriacka: Austriacy, zagrożeni przez zbliżające się wojska polskie, ewakuowali się z Warszawy.
- 1816 – W Kielcach utworzono Główną Dyrekcję Górniczą.
- 1838 – W Królestwie Polskim ostatecznie wycofano z obiegu monety bite według rewolucyjnych wzorów wprowadzonych w czasie powstania listopadowego.
- 1859 – Oddano do użytku linię kolejową ze Stargardu do Koszalina.
- 1863 – Powstanie styczniowe: według relacji Bronisława Deskura, krótko po bitwie pod Kietlanką, w tym samym miejscu między Małkinią a Czyżewem, dróżnik kolejowy miał dokonać sabotażu poprzez rozkręcenie szyn doprowadzając do katastrofy rosyjskiego pociągu, w wyniku której miało zginąć 20 oficerów i 600 żołnierzy (relacja niepotwierdzona przez inne źródła).
- 1888 – Uruchomiono Kolej Miast Morawsko-Śląskich na odcinku Cieszyn–Bielsko
- 1906 – W Warszawie założono Polskie Towarzystwo Krajoznawcze.
- 1912 – W Krakowie otwarto Hotel Francuski.
- 1926 – Ignacy Mościcki został wybrany przez Zgromadzenie Narodowe na urząd prezydenta Rzeczypospolitej.
- 1932 – Utworzono Pieniński Park Narodowy.
- 1937 – Ustanowiono herb Krakowa.
- 1940 – Została rozbita przez Niemców działająca na Pomorzu organizacja konspiracyjna Rota.
- 1943:
  - W ramach represji za działalność partyzancką Niemcy zamordowali ok. 180 mieszkańców wsi Sochy na Zamojszczyźnie i 39 mieszkańców Bodzentyna na Kielecczyźnie.
  - Potyczka pod Józefowem, stoczona przez partyzantów z Armii Krajowej, Batalionów Chłopskich i Gwardii Ludowej, a Niemcami pacyfikującymi okoliczną ludność.
- 1945 – Odbyła się uroczystość przekazania Kołobrzegu władzom polskim.
- 1946 – Prezes Rady Ministrów wydał rozporządzenie zabraniające produkcji gatunków wędlin uznanych za luksusowe.
- 1950 – Ukazał się komunikat prasowy Ministerstwa Rolnictwa i Reform Rolnych o zrzuceniu przez amerykańskie samoloty u polskiego wybrzeża masowych ilości stonki ziemniaczanej, która po wydostaniu się na brzeg miała się rozplenić po całym kraju.
- 1956:
  - Ukazało się pierwsze wydanie tygodnika „Piłka Nożna”.
  - W Białymstoku otwarto pierwszy w kraju sklep samoobsługowy.
  - Zlikwidowano ówczesną 1 klasę w wagonach pasażerskich, pozostałym dwóm klasom zmieniono oznaczenie: dawna klasa druga stała się pierwszą, a trzecia drugą.
- 1966 – Założono Wyższą Szkołę Inżynierską w Opolu, przekształconą w 1996 roku w Politechnikę Opolską.
- 1969 – Odbyły się wybory do Sejmu i do Rad Narodowych.
- 1975 – W Katowicach rozpoczęły się XXI Mistrzostwa Europy w Boksie.
- 1981 – Premiera filmu Ciosy w reżyserii Gerarda Zalewskiego.
- 1988 – We Wrocławiu odbył się wielki marsz krasnoludków, będący prześmiewczą inicjatywą Pomarańczowej Alternatywy.
- 1990 – Wycofano ze służby trałowiec bazowy ORP „Dzik”.
- 1991 – Rozpoczęła się czwarta pielgrzymka papieża Jana Pawła II do Polski.
- 1994 – Po raz pierwszy zebrał się Sejm Dzieci i Młodzieży.
- 1998 – Rozpoczęła działalność pierwsza polska platforma cyfrowa Wizja TV.
- 2000 – W telewizji Polsat wyemitowano pierwszy odcinek teleturnieju Życiowa szansa.
- 2003 – Donald Tusk został przewodniczącym Platformy Obywatelskiej.
- 2004 – Utworzono Archiwum Państwowe Dokumentacji Osobowej i Płacowej.
- 2005 – Rozpoczęły nadawanie Antyradio i Akademickie Radio Kampus.
- 2007 – W ramach ćwiczeń ratowniczych podpalono przeznaczony do wyburzenia wieżowiec Poltegor Centre we Wrocławiu.
- 2008 – We wsi Izdebki na Podkarpaciu oddano do użytku pierwszy obiekt sportowy wybudowany w ramach programu Orlik 2012.
- 2010:
  - Opublikowano stenogramy rozmów załogi samolotu Tu-154M, które zostały zarejestrowane tuż przed katastrofą w Smoleńsku.
  - W Tychach zakończono produkcję Fiata 600/Seicento.
- 2011 – Zarejestrowano Ruch Palikota (obecnie Twój Ruch).
- 2016 – Otwarto Muzeum Domków dla Lalek w Warszawie.
- 2025 – W II turze wyborów prezydenckich Karol Nawrocki pokonał Rafała Trzaskowskiego.

## Wydarzenia na świecie
- 193 – Cesarz rzymski Didiusz Julianus został zamordowany przez pretorianów.
- 1215 – Czyngis-chan zdobył i spalił 350-tysięczny wówczas Pekin.
- 1252 – Alfons X Mądry został królem Kastylii i Leónu.
- 1283:
  - Król Neapolu i Sycylii Karol I Andegaweński i król Aragonii i Walencji Piotr III Wielki przybyli z rozmysłem o różnych godzinach na miejsce wyznaczonego pojedynku w Bordeaux, którego stawką miało być panowanie nad Sycylią, po czym obaj ogłosili swoje zwycięstwo.
  - Pod naciskiem stanów Albrecht I Habsburg, współrządzący dotychczas z młodszym bratem Rudolfem, został ogłoszony samodzielnym księciem Austrii.
- 1402 – Normandzki żeglarz w służbie hiszpańskiej Jean de Béthencourt dotarł do wyspy Graciosa, rozpoczynając podbój Wysp Kanaryjskich.
- 1479 – Założono Uniwersytet Kopenhaski.
- 1485 – Król Węgier Maciej Korwin zajął Wiedeń i przeniósł tam swoją siedzibę.
- 1533 – Anna Boleyn, druga żona Henryka VIII Tudora, została koronowana na królową angielską.
- 1606 – Wasyl IV Szujski został koronowany na cara Rosji.
- 1646 – Brema uzyskała status wolnego miasta Rzeszy.
- 1648 – W Moskwie wybuchło powstanie wywołane wprowadzeniem ujednoliconego podatku od soli.
- 1676 – Wojna skańska: zwycięstwo floty duńsko-holenderskiej nad szwedzką w bitwie pod Olandią.
- 1677 – Wojna skańska: zwycięstwo floty duńskiej nad szwedzką w bitwie pod Møn.
- 1679 – Zwycięstwo szkockich powstańców nad Anglikami w bitwie pod Drumclog.
- 1774 – Rząd brytyjski nakazał zamknięcie portu w Bostonie, do czasu aż mieszkańcy miasta zapłacą za wyrzucony do zatoki ładunek herbaty z trzech statków, co miało miejsce w czasie protestu społecznego z grudnia 1773 roku przeciwko polityce fiskalnej metropolii, nazwanego „herbatką bostońską”.
- 1783 – Założono miasto San José de Mayo w Urugwaju.
- 1789 – Wojna rosyjsko-szwedzka: szwedzka fregata „Venus” została zaatakowana i zdobyta w Christiansfjordzie przez załogę 24-działowego kutra „Mierkurij”, a następnie wcielona do rosyjskiej Floty Bałtyckiej.
- 1792 – Kentucky jako 15. stan dołączyło do Unii.
- 1794 – I koalicja antyfrancuska: zwycięstwo floty brytyjskiej nad francuską w drugiej bitwie pod Ushant.
- 1796 – Tennessee jako 16. stan dołączyło do Unii.
- 1798 – Rewolucja irlandzka: stoczono bitwę pod Bunclody.
- 1813 – Wojna brytyjsko-amerykańska: amerykańska fregata USS „Chesapeake” została zaatakowana i zdobyta przez fregatę brytyjską HMS „Shannon”, a następnie wcielona do Royal Navy.
- 1815 – W Londynie założono klub żeglarski Royal Yacht Squadron.
- 1816 – Został założony Austriacki Bank Narodowy.
- 1831 – James Clark Ross odkrył położenie północnego bieguna magnetycznego.
- 1861 – Wojna secesyjna: nierozstrzygnięta bitwa morska u ujścia Aquia Creek.
- 1862 – Wojna secesyjna: zakończyła się nierozstrzygnięta bitwa pod Seven Pines w czasie kampanii półwyspowej w Wirginii.
- 1864 – Otwarto pierwszą w Szwajcarii linię kolejową Zurych-Zug.
- 1866 – Julius van Zuylen van Nijevelt został premierem Holandii.
- 1878 – Rozpoczęła działalność Tokijska Giełda Papierów Wartościowych.
- 1880 – Uruchomiono komunikację tramwajową we francuskiej Dunkierce.
- 1896 – Uruchomiono komunikację tramwajową w szwajcarskim Lugano.
- 1899 – Na ulice czeskiego Uścia nad Łabą wyjechały pierwsze tramwaje elektryczne.
- 1904 – Okotoks w kanadyjskiej prowincji Alberta uzyskał prawa miejskie.
- 1906 – W Wielkim Księstwie Finlandii wprowadzono prawo wyborcze dla kobiet.
- 1907 – W Sarmiento w południowej Argentynie odnotowano najniższą w historii Ameryki Południowej temperaturę –32,8 °C.
- 1916 – I wojna światowa: zakończyła się nierozstrzygnięta bitwa jutlandzka między flotami niemiecką i brytyjską.
- 1918 – Gérard Cooreman został premierem Belgii.
- 1920:
  - Gen. Adolfo de la Huerta został tymczasowym prezydentem Meksyku.
  - Założono holenderski klub piłkarski FC Volendam.
- 1921 – W dwudniowych zamieszkach na tle rasowym w mieście Tulsa w amerykańskim stanie Oklahoma zginęło 36 osób, a ok. 800 zostało rannych.
- 1922:
  - Utworzono Królewską Policję Ulsteru.
  - W Moskwie podpisano układ pokojowy pomiędzy Rosją bolszewicką a Finlandią, który wyznaczył przebieg granicy po wojnie wygranej przez bolszewików.
- 1932 – Franz von Papen został kanclerzem Niemiec.
- 1935 – Fernand Bouisson został premierem Francji.
- 1939:
  - 99 osób zginęło w wyniku zatonięcia brytyjskiego okrętu podwodnego HMS „Thetis” podczas prób morskich w Zatoce Liverpoolskiej.
  - Dokonano oblotu niemieckiego myśliwca Focke-Wulf Fw 190.
- 1941:
  - Po obaleniu przez wojska brytyjskie pronazistowskiego rządu premiera Raszida Alego al-Gajlaniego rozpoczął się w Bagdadzie dwudniowy pogrom ludności żydowskiej, w którym zginęło między 175 a 780 osób, a ok. 1000 zostało rannych.
  - Wraz z zajęciem przez Niemców Krety zakończyła się kampania bałkańska.
- 1942:
  - Na rzece Kolumbia w amerykańskim stanie Waszyngton oddano do użytku zaporę Grand Coulee wraz z elektrownią wodną.
  - Wojna na Pacyfiku: w nocy z 31 maja na 1 czerwca 3 japońskie miniaturowe okręty podwodne sforsowały wejście do zatoki i podjęły próbę storpedowania okrętów kotwiczących w porcie w australijskim Sydney. W wyniku ataku zatopiony został hulk mieszkalny HMAS „Kuttabul” na którym zginęło 21 marynarzy, a 10 zostało rannych. Japończycy stracili 3 okręty podwodne (6 zabitych) i 2 hydroplany.
- 1943:
  - Amerykański statek typu Liberty SS „John Morgan”, wkrótce po wypłynięciu w swój dziewiczy rejs z Baltimore z ładunkiem materiałów wybuchowych, przypadkowo staranował tankowiec SS „Montana”, co doprowadziło do eksplozji i pożaru na obu jednostkach i śmierci 65 spośród 68 członków załogi na pierwszej z nich i 18 spośród 82 na drugiej.
  - Lecący z Lizbony do Bristolu Douglas DC-3 linii BOAC został zestrzelony nad Zatoką Biskajską przez myśliwiec Ju 88, w wyniku czego zginęło wszystkich 17 osób na pokładzie, w tym brytyjski aktor Leslie Howard.
- 1944:
  - Po podaniu się do dymisji Dobriego Bożiłowa nowym premierem Bułgarii został Iwan Bagrianow.
  - Ramón Grau San Martín wygrał wybory prezydenckie na Kubie.
  - Wojna na Pacyfiku: amerykański okręt podwodny USS „Herring” został zatopiony wraz z 84-osobową załogą przez japońską artylerię nabrzeżną w pobliżu wyspy Matua w archipelagu Kuryli.
- 1946 – Wykonano wyrok śmierci na byłym faszystowskim dyktatorze Rumunii Ionie Antonescu.
- 1948 – Niemiec Rudolf Dassler założył firmę Puma (początkowo pod nazwą Ruda).
- 1949 – Utworzono Libańskie Siły Powietrzne.
- 1955 – Rozpoczęła się konferencja mesyńska.
- 1956 – Premiera amerykańskiego thrillera Człowiek, który wiedział za dużo w reżyserii Alfreda Hitchcoka.
- 1958 – Charles de Gaulle został po raz trzeci premierem Francji.
- 1959 – 60 osób zginęło w katastrofie samolotu Curtiss C-46 Commando w Nikaragui.
- 1962:
  - W Izraelu powieszono nazistowskiego zbrodniarza Adolfa Eichmanna.
  - Wybuchł wywołany drastycznymi podwyżkami cen żywności bunt robotników w Nowoczerkasku, krwawo stłumiony przez wojsko.
- 1964 – Weszła w życie Konwencja z Jaunde – porozumienie handlowe między Wspólnotą Europejską i stowarzyszonymi z nią krajami Afryki oraz Madagaskarem.
- 1967 – Ukazał się album Sgt. Pepper’s Lonely Hearts Club Band grupy The Beatles.
- 1969 – We Francji odbyła się I tura przedterminowych wyborów prezydenckich. Do II tury przeszli: Georges Pompidou i Alain Poher.
- 1970:
  - Odbył się ostatni kurs tramwaju w czeskim Uściu nad Łabą.
  - Wystrzelono załogowy statek kosmiczny Sojuz 9.
- 1972:
  - Prezydent Saddam Husajn rozpoczął proces nacjonalizacji zachodnich firm paliwowych, które do tej pory miały monopol w Iraku.
  - We Frankfurcie nad Menem zostali aresztowani terroryści z Frakcji Czerwonej Armii: Andreas Baader, Holger Meins i Jan-Carl Raspe.
- 1973:
  - Grecja została ogłoszona republiką.
  - Honduras Brytyjski zmienił nazwę na Belize.
  - Założono Park Narodowy Północno-Zachodniego Spitsbergenu.
- 1974 – 28 osób zginęło w eksplozji w zakładach chemicznych w brytyjskim Flixborough.
- 1978 – W Argentynie rozpoczęły się XI Mistrzostwa Świata w Piłce Nożnej. W meczu inauguracyjnym Polska zremisowała bezbramkowo z RFN.
- 1980 – Wystartowała telewizja informacyjna CNN.
- 1981 – Ukazało się pierwsze wydanie chińskiego anglojęzycznego dziennika „China Daily”.
- 1984:
  - José Napoleón Duarte został prezydentem Salwadoru.
  - Premiera amerykańsko-włoskiego dramatu gangsterskiego Dawno temu w Ameryce w reżyserii Sergio Leone.
- 1987 – Premier Libanu Raszid Karami zginął w wyniku wybuchu bomby podłożonej w jego helikopterze.
- 1989 – Alfredo Cristiani został prezydentem Salwadoru.
- 1990 – Prezydent George H.W. Bush i przywódca ZSRR Michaił Gorbaczow podpisali w Waszyngtonie porozumienie, na mocy którego w obu krajach zakończono produkcję broni chemicznej i rozpoczęto niszczenie już istniejącego jej arsenału.
- 1992 – Rosja została przyjęta do Międzynarodowego Funduszu Walutowego (IMF).
- 1993 – W oblężonym Sarajewie 15 osób zginęło, a 80 zostało rannych w wyniku ataku przeprowadzonego przez Serbów podczas meczu piłkarskiego.
- 1994:
  - Armando Calderón Sol został prezydentem Salwadoru.
  - Wyspy w Cieśninie Torresa otrzymały autonomię w ramach australijskiego stanu Queensland.
- 1997 – Deve Gowda został premierem Indii.
- 1998 – Utworzono Europejski Bank Centralny z siedzibą we Frankfurcie nad Menem.
- 1999 – Francisco Flores został prezydentem Salwadoru.
- 2001:
  - 21 osób zginęło w dokonanym przez Hamas samobójczym zamachu bombowym na dyskotekę w Tel Awiwie.
  - Masakra rodziny królewskiej w Nepalu.
- 2003 – Rozpoczęło się napełnianie zbiornika za Zaporą Trzech Przełomów w Chinach.
- 2004:
  - Antonio Saca został prezydentem Salwadoru.
  - Ijad Allawi został premierem Iraku.
- 2005 – Holendrzy odrzucili w referendum Konstytucję dla Europy.
- 2008:
  - Prawicowa Organizacja Partii Macedońskiej VMRO-DPMNE wygrała wybory parlamentarne.
  - Wybuchł pożar w Universal Studios w Kalifornii, niszcząc m.in. dekoracje imitujące Nowy Jork i 50 000 taśm filmowych z XX wieku. Straty oszacowano na 100 milionów dolarów.
- 2009:
  - Amerykański koncern General Motors ogłosił bankructwo i przeszedł w stan upadłości.
  - Mauricio Funes został prezydentem Salwadoru.
  - W katastrofie lotu Air France 457 nad Atlantykiem zginęło 228 osób.
- 2011 – Zakończyła się ostatnia misja kosmiczna amerykańskiego wahadłowca Endeavour.
- 2014 – Salvador Sánchez Cerén został prezydentem Salwadoru.
- 2015:
  - Ameenah Gurib-Fakim jako pierwsza kobieta została wybrana na urząd prezydenta Mauritiusa.
  - W wyniku przewrócenia i zatonięcia statku wycieczkowego „Gwiazda Wschodu” na rzece Jangcy w Chinach zginęły 442 spośród 454 osób na pokładzie.
- 2016:
  - Hani al-Mulki został premierem Jordanii.
  - Otwarto tunel kolejowy Gotthard-Basistunnel w Alpach Szwajcarskich o długości 57 km.
- 2018 – Giuseppe Conte został premierem Włoch.
- 2022 – Robert Golob został premierem Słowenii.
- 2025 – W ramach operacji „Pajęczyna” Ukraińcy zaatakowali dronami rosyjskie bazy lotnicze.

## Urodzili się
- 1076 – Mścisław I Harald, wielki książę kijowski (zm. 1132)
- 1480 – Tiedemann Giese, polski duchowny katolicki, biskup chełmiński i warmiński pochodzenia niemieckiego (zm. 1550)
- 1569 – Zofia Holstein-Gottorp, księżna Meklemburgii-Schwerin (zm. 1634)
- 1596 – Bertuccio Valiero, doża Wenecji (zm. 1658)
- 1599 – Elżbieta Lukrecja, księżna cieszyńska (zm. 1653)
- 1618 – Johann Franck, niemiecki prawnik, polityk, poeta (zm. 1677)
- 1619 – Albert Ines, polski jezuita, poeta (zm. 1658)
- 1630 – Carlo Barberini, włoski kardynał (zm. 1704)
- 1633 – Geminiano Montanari, włoski astronom, matematyk (zm. 1687)
- 1653 – Georg Muffat, austriacki kompozytor pochodzenia francuskiego (zm. 1704)
- 1661 – Ludwik Bartłomiej Załuski, polski duchowny katolicki, biskup pomocniczy przemyski, biskup płocki (zm. 1721)
- 1675 – Francesco Scipione, włoski dramaturg, krytyk literacki, historyk (zm. 1755)
- 1705 – Markus Tuscher, niemiecki malarz, miedziorytnik (zm. 1751)
- 1716 – Hermann Hannibal von Blümegen, niemiecki duchowny katolicki, biskup hradecki (zm. 1774)
- 1727 – Francesco Casanova, włoski malarz (zm. 1803)
- 1741 – Kitty Fischer, angielska kurtyzana (zm. 1767)
- 1751 – (lub 31 maja) John Abbot, amerykański entomolog, ornitolog (zm. 1840/41)
- 1754 – Ferdynand Habsburg, następca tronu Księstwa Modeny (zm. 1806)
- 1759 – John Fane, brytyjski arystokrata, polityk (zm. 1841)
- 1762 – Edmund Rice, irlandzki założyciel organizacji katolickich, błogosławiony (zm. 1844)
- 1765 – Johann Leonhard Hug, niemiecki duchowny katolicki, biblista (zm. 1846)
- 1769 – Józef Elsner, polski kompozytor, pedagog (zm. 1854)
- 1771 – Ferdinando Paër, włoski kompozytor (zm. 1839)
- 1776 – Giuseppe Zamboni, włoski duchowny katolicki, fizyk, wynalazca (zm. 1846)
- 1780 – Carl von Clausewitz, pruski generał, teoretyk wojny, pisarz (zm. 1831)
- 1781 – Franciszka Anna od Matki Bożej Bolesnej, hiszpańska zakonnica, błogosławiona (zm. 1855)
- 1791 – John Nelson, amerykański prawnik, dyplomata, polityk (zm. 1860)
- 1796 – Nicolas Léonard Sadi Carnot, francuski fizyk, matematyk (zm. 1832)
- 1801 – Brigham Young, amerykański polityk, prezydent Kościoła mormonów, gubernator Terytorium Utah (zm. 1877)
- 1804 – Michaił Glinka, rosyjski kompozytor (zm. 1857)
- 1806 – Vilate Murray Kimball, amerykańska działaczka mormońska (zm. 1867)
- 1807 – Emily Donelson Jackson, amerykańska pierwsza dama (zm. 1836)
- 1808:
  - Henry Parker, brytyjski polityk kolonialny, premier Nowej Południowej Walii (zm. 1881)
  - Johannes Elias Teijsmann, holenderski botanik (zm. 1882)
- 1814 – François Ponsard, francuski poeta, dramaturg (zm. 1867)
- 1815 – Otton I Wittelsbach, król Grecji (zm. 1867)
- 1817 – Seweryn Uruski, polski szlachcic, polityk, genealog, heraldyk (zm. 1890)
- 1819:
  - Franciszek V Habsburg-Este, książę Modeny (zm. 1875)
  - Feliks Reyzner, polski ziemianin, adwokat, polityk (zm. 1866)
- 1820:
  - Jan Majorkiewicz, polski historyk literatury, filozof, działacz niepodległościowy (zm. 1847)
  - Carlo Maria Orlandi, włoski duchowny katolicki, wikariusz generalny pallotynów (zm. 1895)
- 1822 – Clementina Hawarden, brytyjska fotografka (zm. 1865)
- 1826 – Bolesław Augustynowicz, polski ziemianin, działacz gospodarczy i spółdzielczy (zm. 1908)
- 1830 – François de Rochebrune, francuski generał, uczestnik powstania styczniowego (zm. 1870)
- 1837:
  - Hilary Johnson, liberyjski polityk, prezydent Liberii (zm. 1901)
  - Jenico Preston, brytyjski arystokrata, porucznik, administrator kolonialny (zm. 1907)
- 1840 – Jules Cotard, francuski neurolog (zm. 1889)
- 1844 – Wasilij Polenow, rosyjski malarz (zm. 1927)
- 1848 – Otto Malling, duński kompozytor (zm. 1915)
- 1850 – Sami Frashëri, albański pisarz, wydawca, działacz narodowy (zm. 1904)
- 1855:
  - Edward Hartley Angle, amerykański ortodonta (zm. 1930)
  - Gustave Geffroy, francuski dziennikarz, historyk, pisarz, krytyk sztuki (zm. 1926)
- 1856:
  - Friedrich Wilhelm Schindler, austriacki przedsiębiorca wynalazca (zm. 1920)
  - Władysław Ślewiński, polski malarz (zm. 1918)
  - Konstantin Wieliczko, rosyjski generał inżynier pochodzenia polskiego (zm. 1927)
- 1857 – Joseph Pujol, francuski flatulista (zm. 1945)
- 1858 – Arnold Keppel, brytyjski arystokrata, porucznik, polityk (zm. 1942)
- 1859 – Tsukasa Hirota, japoński pediatra, wykładowca akademicki (zm. 1928)
- 1861 – Antoni Troczewski, polski lekarz, działacz społeczny i polityczny (zm. 1928)
- 1862 – Robert Jahoda, polski introligator (zm. 1947)
- 1863 – Hugo Münsterberg, niemiecki filozof, wykładowca akademicki (zm. 1916)
- 1872 – Adam Rydel, polski psychiatra, neurolog (zm. 1914)
- 1875 – Paul Landowski, francuski rzeźbiarz pochodzenia polskiego (zm. 1961)
- 1879 – Max Emmerich, amerykański gimnastyk (zm. 1956)
- 1881 – Artur Aulich, polski związkowiec, działacz polonijny (zm. 1962)
- 1882:
  - John Drinkwater, brytyjski prozaik, poeta (zm. 1937)
  - Signe Hammarsten-Jansson, szwedzka ilustratorka, graficzka (zm. 1970)
- 1883:
  - Władysław Grabowski, polski aktor (zm. 1961)
  - Jarosław Tyszyński, polski rzeźbiarz (zm. 1930)
- 1885:
  - Eugeniusz Mossakowski, polski śpiewak operowy (baryton) (zm. 1958)
  - Dezydery Szymkiewicz, polski botanik (zm. 1948)
- 1886 – Jacob Baart de la Faille, holenderski prawnik (zm. 1959)
- 1887 – Alma Motzko, austriacka działaczka samorządowa i społeczna (zm. 1968)
- 1888:
  - Mikołaj Freund-Krasicki, polski inżynier, pułkownik (zm. 1940)
  - Jan Michoń, polski dyrektor i obrońca Poczty Polskiej w Gdańsku (zm. 1939)
  - Helena ze Szlezwika-Holsztynu-Sonderburga-Glücksburga, niemiecka arystokratka (zm. 1962)
- 1889 – Charles Kay Ogden, brytyjski pisarz, lingwista (zm. 1957)
- 1890:
  - Olle Ericsson, szwedzki strzelec sportowy (zm. 1950)
  - Frank Morgan, amerykański aktor (zm. 1949)
  - Karol Wiktor Zawodziński, polski krytyk literacki, historyk i teoretyk sztuki (zm. 1949)
- 1891 – Antoni Korczok, polski duchowny katolicki, historyk Kościoła, działacz społeczny (zm. 1941)
- 1892:
  - Amanullah Chan, król Afganistanu (zm. 1960)
  - Harry Mallin, brytyjski bokser (zm. 1969)
  - Píndaro, brazylijski piłkarz, trener (zm. 1965)
- 1894:
  - Anatolij Błagonrawow, radziecki generał porucznik artylerii, polityk (zm. 1975)
  - Wanda Miłaszewska, polska pisarka (zm. 1944)
- 1895 – Tadeusz Bór-Komorowski, polski generał dywizji, polityk, komendant główny AK, Naczelny Wódz, premier RP na uchodźstwie (zm. 1966)
- 1896:
  - Abdullo Rahimbojew, tadżycki i radziecki polityk (zm. 1938)
  - Mieczysław Wojciechowski, polski oficer (zm. 1940)
- 1897:
  - Paweł Batow, radziecki generał major, polityk (zm. 1985)
  - Erik Bohlin, szwedzki kolarz szosowy (zm. 1977)
  - Benjamín Delgado, argentyński piłkarz (zm.?)
  - Yang Zhongjian, chiński paleotontolog (zm. 1979)
- 1898:
  - Dmitrij Bakanow, radziecki generał major (zm. 1989)
  - Zofia Domosławska, polska lekarka, działaczka sportowa (zm. 1939)
  - Curtis Stevens, amerykański bobsleista (zm. 1979)
- 1899:
  - William Gordon Claxton, kanadyjski pilot wojskowy, as myśliwski (zm. 1967)
  - Halina Kowalska-Ryppowa, polska przyrodnik, algolog (zm. 1927)
  - Antoni Marczyński, polski prawnik, pisarz (zm. 1968)
  - Mary Phagan, amerykańska ofiara morderstwa (zm. 1913)
- 1900:
  - Oum Chheang Sun, kambodżański polityk, premier Kambodży (zm. 1963)
  - Johanna Wolf, niemiecka sekretarka Adolfa Hitlera (zm. 1985)
- 1901:
  - Hap Day, kanadyjski hokeista (zm. 1990)
  - Antoni Gąsiorowski, polski żołnierz AK (zm. 1943)
- 1902:
  - Władysław Bobek, polski językoznawca, literaturoznawca (zm. 1942)
  - Leopold Lindtberg, szwajcarski aktor, reżyser i scenarzysta filmowy (zm. 1984)
- 1903:
  - Michał Weinzieher, polski prawnik, krytyk sztuki pochodzenia żydowskiego (zm. 1944)
  - Wasyl Wełyczkowski, ukraiński duchowny greckokatolicki, męczennik, błogosławiony (zm. 1973)
- 1905 – Emilia Kunawicz, polska pisarka (zm. 1989)
- 1906:
  - Andria Balancziwadze, gruziński kompozytor (zm. 1992)
  - Walter Legge, brytyjski producent muzyczny, impresario (zm. 1979)
- 1907:
  - Jan Patočka, czeski filozof, wykładowca akademicki (zm. 1977)
  - Max Pauly, niemiecki funkcjonariusz nazistowski, komendant obozów koncentracyjnych: Stutthof i Neuengamme (zm. 1946)
  - Frank Whittle, brytyjski konstruktor lotniczy (zm. 1996)
- 1908 – Jan Bernasiewicz, polski rzeźbiarz ludowy, pamiętnikarz (zm. 1984)
- 1909:
  - Maria Dziewulska, polska kompozytorka, teoretyk muzyki, pedagog (zm. 2006)
  - Szymon Goldberg, amerykański skrzypek pochodzenia polsko-żydowskiego (zm. 1993)
- 1910:
  - Zdzisław Askanas, polski kardiolog pochodzenia żydowskiego (zm. 1974)
  - Gyula Kállai, węgierski polityk komunistyczny, premier Węgier (zm. 1996)
  - Zygfryd Kowalski, polski duchowny katolicki, biskup pomocniczy chełmiński (zm. 1995)
  - Iosif Kuźmin, radziecki polityk, dyplomata (zm. 1996)
  - Konstantin Nikołajew, radziecki polityk (zm. 1972)
  - Ola Obarska, polska aktorka, śpiewaczka operetkowa, librecistka (zm. 1994)
  - Władysław Osto-Suski, polski aktor (zm. 1978)
- 1911 – Jan Sztwiertnia, polski kompozytor, pedagog (zm. 1940)
- 1912 – Herbert Tichy, austriacki wspinacz, pisarz (zm. 1987)
- 1913:
  - Bill Deedes, brytyjski dziennikarz, polityk (zm. 2007)
  - Jerzy Pniewski, polski fizyk jądrowy, wykładowca akademicki (zm. 1989)
  - István Sőtér, węgierski pisarz, historyk literatury (zm. 1988)
- 1914 – Czesław Cyraniak, polski bokser (zm. 1939)
- 1915:
  - Tadeusz Kalinowski, polski aktor (zm. 1969)
  - John Randolph, amerykański aktor (zm. 2004)
  - Marek Święcicki, polski dziennikarz, korespondent wojenny, działacz polonijny (zm. 1994)
  - Jan Twardowski, polski duchowny katolicki, poeta (zm. 2006)
- 1916:
  - Jean Jérôme Hamer, belgijski kardynał (zm. 1996)
  - Jerzy Kram, polski językoznawca, polonista, autor publikacji i książek, wykładowca szkół średnich i ośrodków doskonalenia zawodowego nauczycieli (zm. 1995)
  - Wincenty Kraśko, polski prawnik, dziennikarz, polityk, poseł na Sejm PRL, wicepremier (zm. 1976)
- 1917:
  - Vincenzo Franco, włoski duchowny katolicki, biskup Tursi-Lagonegro, arcybiskup Otranto (zm. 2016)
  - William Knowles, amerykański chemik, laureat Nagrody Nobla (zm. 2012)
- 1918:
  - Franz Schall, niemiecki pilot wojskowy, as myśliwski (zm. 1945)
  - Mieczysław Warmus, polski matematyk, informatyk (zm. 2007)
- 1919 – Stanisław Pilawka, polski działacz robotniczy, przewodniczący ZMP, przewodniczący prezydium MRN w Częstochowie (zm. 1972)
- 1920:
  - Stefan Garczyński, polski pisarz, publicysta, nauczyciel (zm. 1993)
  - Elżbieta Nadel, polsko-izraelska artystka grafik (zm. 1994)
  - Włodzimierz Puzio, polski lekkoatleta, płotkarz i sprinter, trener, tancerz, pianista (zm. 1993)
  - Dawid Samojłow, rosyjski poeta, tłumacz (zm. 1990)
  - Zygmunt Ziembiński, polski teoretyk prawa, logik (zm. 1996)
- 1921:
  - Zbigniew Chwedczuk, polski dyrygent (zm. 1995)
  - Jerzy Groyecki, polski dyrygent (zm. 1975)
  - Józefa Radzymińska, polska pisarka (zm. 2002)
  - Nelson Riddle, amerykański kompozytor muzyki filmowej (zm. 1985)
- 1922:
  - Joan Caulfield, amerykańska aktorka (zm. 1991)
  - Joan Copeland, amerykańska aktorka (zm. 2022)
  - Zbigniew Jurewicz, polski generał brygady, doktor nauk wojskowych (zm. 2016)
  - Lucjan Lewitter, polski historyk emigracyjny pochodzenia żydowskiego (zm. 2007)
  - Michaił Sorokin, radziecki generał armii, polityk (zm. 2005)
- 1923:
  - Alojzy Biłko, polski polityk, poseł na Sejm PRL
  - Borys Możajew, rosyjski pisarz, publicysta (zm. 1996)
  - Bronisław Ostapczuk, polski prawnik, polityk, poseł na Sejm PRL (zm. 2001)
  - Zdobysław Stawczyk, polski lekkoatleta, sprinter (zm. 2005)
  - Leonid Szamkowicz, amerykański szachista pochodzenia rosyjskiego (zm. 2005)
- 1924:
  - Ward de Ravet, belgijski aktor (zm. 2013)
  - Helmut Sakowski, niemiecki prozaik, dramaturg (zm. 2005)
- 1925:
  - Roy Clarke, walijski piłkarz (zm. 2006)
  - Ginetta Sagan, amerykańska obrończyni praw człowieka (zm. 2000)
- 1926:
  - Aleksandr Anufrijew, radziecki lekkoatleta, długodystansowiec (zm. 1966)
  - Luigi Bommarito, włoski duchowny katolicki, arcybiskup Katanii (zm. 2019)
  - Henry From, duński piłkarz, bramkarz, trener (zm. 1990)
  - Andy Griffith, amerykański aktor (zm. 2012)
  - Dominik Hrušovský, słowacki duchowny katolicki, arcybiskup, nuncjusz apostolski (zm. 2016)
  - Marilyn Monroe, amerykańska aktorka, modelka, piosenkarka, producentka filmowa (zm. 1962)
  - Richard S. Schweiker, amerykański polityk, senator (zm. 2015)
  - Albert Starr, amerykański kardiochirurg (zm. 2024)
  - Janina Waluk, polska socjolog, ekonomistka, działaczka opozycji antykomunistycznej (zm. 2008)
- 1927:
  - Mieczysław Bandurka, polski historyk, archiwista, polityk, poseł na Sejm PRL (zm. 2003)
  - John Gerry, australijski duchowny katolicki, biskup pomocniczy Brisbane (zm. 2017)
  - Zygmunt Kruszelnicki, polski historyk sztuki (zm. 2022)
  - Tadeusz Kunicki, polski polityk, minister przemysłu lekkiego (zm. 1977)
  - Mario Tagliaferri, włoski duchowny katolicki, arcybiskup, nuncjusz apostolski (zm. 1999)
- 1928:
  - Gieorgij Dobrowolski, radziecki pilot wojskowy, kosmonauta (zm. 1971)
  - Tadeusz Jasiński, polski pisarz (zm. 1992)
  - Wolfgang Kirchgässner, niemiecki duchowny katolicki, biskup pomocniczy Fryburga Bryzgowijskiego (zm. 2014)
  - Ryszard Przybylski, polski eseista, tłumacz, historyk literatury polskiej (zm. 2016)
  - Witalij Zub, ukraiński piłkarz, trener (zm. 2018)
- 1929:
  - James H. Billington, amerykański historyk (zm. 2018)
  - Giles Constable, brytyjsko-amerykański historyk, mediewista (zm. 2021)
  - Nargis Dutt, indyjska aktorka (zm. 1981)
  - Maria Bogucka, polska historyk (zm. 2020)
  - Július Kozma, słowacki szachista, dziennikarz sportowy (zm. 2009)
  - Witold Zarychta, polski aktor (zm. 2017)
- 1930:
  - Kei Kumai, japoński reżyser filmowy (zm. 2007)
  - Zdzisław Sarewicz, polski generał, funkcjonariusz SB i UOP (zm. 2015)
- 1931:
  - Walter Horak, austriacki piłkarz (zm. 2019)
  - Elżbieta Jagielska, polska aktorka (zm. 2003)
  - Jerzy Kurjaniuk, polski pedagog, dydaktyk (zm. 2018)
  - Lech Krowiranda, polski działacz partyjny i państwowy, wiceprezydent Łodzi zm. 2022)
- 1932:
  - Kazimierz Macioch, polski zapaśnik, trener i sędzia zapaśniczy (zm. 2011)
  - Jim Janssen van Raaij, holenderski prawnik, polityk, eurodeputowany (zm. 2010)
  - Wanda dos Santos, brazylijska lekkoatletka, płotkarka, skoczkini w dal (zm. 2025)
- 1933:
  - Jan Janca, polski muzykolog, organista, kompozytor (zm. 2023)
  - Haruo Remeliik, palauski polityk, pierwszy prezydent Palau (zm. 1985)
  - Gilli Smyth, brytyjska poetka, kompozytorka, wokalistka zespołu Gong (zm. 2016)
  - Charles Wilson, amerykański polityk (zm. 2010)
- 1934
  - Lutfi Hoxha, albański aktor (zm. 2023)
  - Pat Boone, amerykański piosenkarz, aktor, pisarz
- 1935:
  - Percy Adlon, niemiecki reżyser, scenarzysta i producent filmowy, pisarz (zm. 2024)
  - Rashied Ali, amerykański perkusista jazzowy (zm. 2009)
  - Huguette Bouchardeau, francuska pisarka, polityk
  - Norman Foster, brytyjski architekt
  - Tadeusz Matyjek, polski polityk, poseł na Sejm RP
  - Grażyna Roman-Dobrowolska, polska rzeźbiarka (zm. 2022)
  - Andrzej Żarnecki, polski aktor (zm. 2014)
- 1936:
  - Andrzej Dyakowski, polski malarz (zm. 2020)
  - Bekim Fehmiu, albański aktor (zm. 2010)
  - Mohinder Lal, indyjski hokeista na trawie (zm. 2004)
  - Gerald Scarfe, brytyjski rysownik, karykaturzysta
  - Peter Sodann, niemiecki aktor (zm. 2024)
- 1937:
  - Morgan Freeman, amerykański aktor, reżyser filmowy
  - Madis Laiv, estoński kierowca wyścigowy
  - Jisra’el Me’ir Lau, izraelski rabin, przewodniczący Jad Waszem
  - Colleen McCullough, australijska pisarka (zm. 2015)
  - Wołodymyr Szczeholkow, ukraiński piłkarz (zm. 2008)
  - Lusine Zakarian, ormiańska śpiewaczka operowa (sopran) (zm. 1992)
- 1938:
  - Carlo Caffarra, włoski duchowny katolicki, arcybiskup Ferrary i Bolonii, kardynał (zm. 2017)
  - Carlos Candal, portugalski prawnik, polityk (zm. 2009)
- 1939:
  - Eugeniusz Chrobak, polski himalaista (zm. 1989)
  - Jan O. Karlsson, szwedzki polityk (zm. 2016)
  - Cleavon Little, amerykański aktor (zm. 1992)
  - Joanna Pollakówna, polska poetka (zm. 2002)
  - Miloš Titz, czeski chemik, wykładowca akademicki, polityk, eurodeputowany
  - Wałentyn Trojanowski, ukraiński piłkarz (zm. 2012)
- 1940:
  - René Auberjonois, amerykański aktor pochodzenia francusko-szwajcarskiego (zm. 2019)
  - Bernard Housset, francuski duchowny katolicki, biskup La Rochelle
  - Henryk Jasiński, polski samorządowiec, prezydent Gniezna (zm. 2001)
  - Barbara Kwiatkowska-Lass, polska aktorka (zm. 1995)
  - Ludmiła Sziszowa, radziecka florecistka (zm. 2004)
  - Kip Thorne, amerykański fizyk teoretyczny, astrofizyk, pedagog
- 1941:
  - Stanley Greenspan, amerykański psychiatra, wykładowca akademicki (zm. 2010)
  - Toyoo Itō, japoński architekt
  - Marian Jeż, polski polityk, poseł na Sejm kontraktowy
  - Dżigdżidijn Mönchbat, mongolski zapaśnik (zm. 2018)
- 1942:
  - Fernando Atzori, włoski bokser (zm. 2020)
  - Afonso Fioreze, brazylijski duchowny katolicki, biskup Luziânii (zm. 2021)
  - Jan Jarco, polski dziennikarz, publicysta, tłumacz (zm. 2012)
  - Honorino Landa, chilijski piłkarz (zm. 1987)
  - Vladimir Prifti, albański aktor, reżyser i scenarzysta filmowy (zm. 2023)
- 1943:
  - Miklós Beer, węgierski duchowny katolicki, biskup Vác
  - Orietta Berti, włoska piosenkarka
- 1944:
  - Elżbieta Kowalska, polska szachistka
  - Adam Markiewicz, polski polityk, poseł na Sejm RP
  - Robert Powell, brytyjski aktor
  - Andrzej Rosiewicz, polski piosenkarz, gitarzysta, kompozytor, autor tekstów, choreograf, satyryk
  - Guy Scott, zambijski polityk, wiceprezydent i p.o. prezydenta Zambii
  - Rafael Viñoly, urugwajski architekt (zm. 2023)
  - Zdzisław Wawrzyniak, polski germanista, tłumacz, profesor nauk humanistycznych (zm. 2025)
- 1945:
  - François Asensi, francuski polityk pochodzenia hiszpańskiego
  - Marino Basso, włoski kolarz torowy i szosowy
  - Niamh Bhreathnach, irlandzka nauczycielka, działaczka samorządowa, polityk, minister edukacji (zm. 2023)
  - Brian Oldfield, amerykański lekkoatleta, kulomiot (zm. 2017)
  - Zbigniew Pocialik, polski piłkarz (zm. 2020)
  - Linda Scott, amerykańska piosenkarka
  - Jerzy Tokarski, polski inżynier budownictwa, samorządowiec, prezydent Inowrocławia (zm. 2021)
- 1946:
  - Brian Cox, brytyjski aktor
  - Werner Müller, niemiecki ekonomista, polityk, minister gospodarki i technologii (zm. 2019)
  - Antoni Sosnowski, polski inżynier, polityk, poseł na Sejm RP
- 1947:
  - Ron Dennis, brytyjski przedsiębiorca, szef McLaren Group
  - Roman Gałan, polski dziennikarz (zm. 2012)
  - Jonathan Pryce, walijski aktor
  - Mihai Șubă, rumuński szachista
  - Tonin Tërshana, albański piosenkarz (zm. 2015)
  - Ron Wood, brytyjski basista, członek zespołu The Rolling Stones
- 1948:
  - Powers Boothe, amerykański aktor (zm. 2017)
  - Katja Ebbinghaus, niemiecka tenisistka
  - Tomáš Halík, czeski duchowny katolicki, filozof, psycholog, teolog
  - Jiřina Kadlecová, czeska hokeistka na trawie
  - Cezary Paszkowski, polski malarz, grafik, pedagog
  - Tom Sneva, amerykański kierowca wyścigowy
  - Juhan Viiding, estoński poeta, aktor (zm. 1995)
- 1949:
  - Teresa Sawicka, polska aktorka
  - Al-Habib as-Sid, tunezyjski polityk, premier Tunezji
- 1950:
  - John M. Jackson, amerykański aktor
  - Annemarie Jorritsma, holenderska działaczka samorządowa, polityk
  - Anna Karbowiak, polska wioślarka
  - Ashok Kumar, indyjski hokeista na trawie
  - Jean Lambert, brytyjska polityk, eurodeputowana
  - Giennadij Manakow, rosyjski pułkownik lotnictwa, kosmonauta (zm. 2019)
  - Éamon Ó Cuív, irlandzki polityk
  - Furio Radin, chorwacki psycholog, polityk pochodzenia włoskiego
  - Roger Van Gool, belgijski piłkarz
  - Bill Young, australijski aktor, reżyser i scenarzysta filmowy
- 1951:
  - Richard Hellsén, szwedzki żużlowiec
  - Krystyna Mandecka, polska lekkoatletka, sprinterka
  - Roman Napierała, polski samorządowiec, burmistrz Ostroroga
- 1952:
  - Giovanni Barbagallo, włoski samorządowiec, polityk, eurodeputowany
  - John Ellis, brytyjski gitarzysta, członek zespołów The Vibrators i The Stranglers
  - Şenol Güneş, turecki piłkarz, trener
  - Ahmet Hadžipašić, bośniacki polityk, premier Bośni i Hercegowiny (zm. 2008)
  - Michel Kaham, kameruński piłkarz, trener
  - Tomasz Lissowski, polski szachista, historyk i dziennikarz szachowy
  - Mihaela Loghin, rumuńska lekkoatletka, kulomiotka
  - José Antonio Martínez Bayo, hiszpański lekkoatleta, średniodystansowiec (zm. 2020)
  - Henryk Połchowski, polski komandor porucznik, dziennikarz, prozaik, poeta, urzędnik samorządowy
  - Sylvia Schenk, niemiecka lekkoatletka, sprinterka, prawnik, działaczka sportowa
- 1953:
  - David Berkowitz, amerykański seryjny morderca pochodzenia żydowskiego
  - Diana Canova, amerykańska aktorka
  - Ryszard Handke, polski dyrygent, pedagog
  - João Marcos Bueno da Silva, brazylijski piłkarz (zm. 2020)
  - Caspar Memering, niemiecki piłkarz
  - Dorota Stalińska, polska aktorka, działaczka samorządowa
  - Ebba Witt-Brattström, szwedzka literaturoznawczyni, pisarka, działaczka feministyczna
  - Iwona Ziułkowska, polska producentka filmowa
- 1954:
  - Wiktor Łyjak, polski organista
  - Tadeusz Naguszewski, polski samorządowiec, polityk, poseł na Sejm RP
  - Beniamin (Peterson), amerykański duchowny prawosławny, arcybiskup San Francisco i Zachodu
- 1955:
  - John Barwa, indyjski duchowny katolicki, arcybiskup Cutthak-Bhubaneswar
  - Lorraine Moller, nowozelandzka lekkoatletka, biegaczka długodystansowa i maratonka
  - Alejandro Moral Anton, hiszpański duchowny katolicki, przeor generalny augustianów
  - Janusz Pożak, polski kolarz szosowy, działacz sportowy
  - Mahmud Rahimov, uzbecki piłkarz, trener (zm. 1999)
  - Dušan Savić, serbski piłkarz
  - Jewgienija Simonowa, rosyjska aktorka
  - Tadeusz Wijata, polski fotograf (zm. 2021)
  - Hanna Wójcik-Łagan, polska historyk, wykładowczyni akademicka
- 1956:
  - Patrick Besson, francuski pisarz pochodzenia rosyjsko-chorwackiego
  - Ryszard Bober, polski rolnik, samorządowiec, polityk, przewodniczący sejmiku kujawsko-pomorskiego
  - Mircea Cărtărescu, rumuński prozaik, poeta, eseista
  - Gregg Harper, amerykański polityk, kongresman
  - Lisa Hartman, amerykańska aktorka, producentka telewizyjna, piosenkarka, kompozytorka
  - Michel Kassarji, libański duchowny chaldejski, eparcha Bejrutu i zwierzchnik Kościoła chaldejskiego w Libanie
  - Saúl Lisazo, argentyński piłkarz, aktor, model
  - Robin Mattson, amerykańska aktorka
  - Gordon Monahan, kanadyjski pianista, kompozytor muzyki eksperymentalnej
  - William Skurla, amerykański duchowny katolicki rytu bizantyjskiego, arcybiskup Pittsburgha, Kościoła katolickiego obrządku bizantyjsko-rusińskiego
  - Brendan Smith, irlandzki polityk
  - Peter Tomka, słowacki prawnik, sędzia i prezes Międzynarodowego Trybunału Sprawiedliwości
  - Chintaman Vanaga, indyjski prawnik, polityk (zm. 2018)
  - Aleksandr Żukow, rosyjski ekonomista, polityk
- 1957:
  - Tullio Avoledo, włoski pisarz science fiction
  - Diann Blakely, amerykańska poetka
  - Dorota Kędzierzawska, polska reżyserka i scenarzystka filmowa
  - Adam Kobieracki, polski dyplomata (zm. 2024)
  - Yasuhiro Yamashita, japoński judoka
- 1958:
  - Barry Adamson, brytyjski muzyk rockowy
  - Zygmunt Babiak, polski aktor (zm. 2025)
  - Nambaryn Enchbajar, mongolski polityk, premier i prezydent Mongolii
  - Hiroshi Mori, japoński astronom amator
  - Zbigniew Piotrowicz, polski psycholog, taternik, publicysta, animator kultury, samorządowiec
  - Rob Scholte, holenderski artysta
  - Hienadzij Walukiewicz, białoruski lekkoatleta, trójskoczek (zm. 2019)
  - Tomasz Wiszniewski, polski reżyser filmowy i teatralny (zm. 2016)
- 1959:
  - Martin Brundle, brytyjski kierowca wyścigowy
  - Alfred Martins, nigeryjski duchowny katolicki, arcybiskup metropolita Lagos
  - Kristine Nitzsche, niemiecka lekkoatletka, wieloboistka
  - Thierry Rey, francuski judoka
  - Joanna Tomoń, polska lekkoatletka, biegaczka średniodystansowa
  - Alan Wilder, brytyjski muzyk, członek zespołów Depeche Mode i Recoil
- 1960:
  - Chira Apostol, rumuńska wioślarka
  - Benoît Bertrand, francuski duchowny katolicki, biskup diecezjalny Mende
  - Tulio Díaz, kubański florecista
  - Simon Gallup, brytyjski basista, członek zespołu The Cure
  - Władimir Krutow, rosyjski hokeista, trener (zm. 2012)
  - Jan Mládek, czeski ekonomista, polityk
  - Jelena Muchina, rosyjska gimnastyczka (zm. 2006)
  - Marta Starowicz, polska koszykarka
  - Wiesław Szczepański, polski ekonomista, samorządowiec, polityk, poseł na Sejm RP
  - Ewa Wolak, polska nauczycielka, polityk, poseł na Sejm RP
- 1961:
  - Paul Coffey, kanadyjski hokeista
  - Werner Günthör, szwajcarski lekkoatleta, kulomiot
  - Wiesława Kiełsznia-Buksińska, polska wioślarka
  - Peter Machajdík, słowacki kompozytor, artysta dźwiękowy
  - Jewgienij Prigożyn, rosyjski przedsiębiorca, właściciel fabryki trolli, oraz Grupy Wagnera (zm. 2023)
  - Gabriel Samolej, polski hokeista, bramkarz
- 1962:
  - Anna Czabanowska-Wróbel, polska historyk literatury, profesor nauk humanistycznych
  - Zbigniew Kaczmarek, polski piłkarz
  - Piotr Kwasigroch, polski hokeista
  - Gwidon Wójcik, polski polityk, poseł na Sejm RP
- 1963:
  - Vital Borkelmans, belgijski piłkarz, trener
  - Krzysztof Jackowski, polski jasnowidz
  - Mirel Josa, albański piłkarz, trener
  - Suvi-Anne Siimes, fińska polityk
  - Janusz Skulich, polski generał pożarnictwa
  - Emilian Stańczyszyn, polski polityk, samorządowiec, burmistrz Polkowic, marszałek województwa dolnośląskiego
  - Cezary Urban, polski matematyk, nauczyciel, polityk, poseł na Sejm RP
  - Janis Wrutsis, grecki ekonomista, samorządowiec, polityk
- 1964:
  - Lezlie Deane, amerykańska aktorka
  - Artur Hajdasz, polski perkusista
  - Magomiedsałam Magomiedow, rosyjski polityk pochodzenia dargijskiego, prezydent Dagestanu
- 1965:
  - India Allen, amerykańska modelka, aktorka
  - Raúl Diago, kubański siatkarz
  - Corey Gaines, amerykański koszykarz, trener
  - Zbigniew Gryglas, polski przedsiębiorca, polityk, poseł na Sejm RP
  - Łarisa Łazutina, rosyjska biegaczka narciarska
  - Olga Nazarowa, rosyjska lekkoatletka, sprinterka
  - Nigel Short, brytyjski szachista
- 1966:
  - Abel Balbo, argentyński piłkarz
  - Feliks W. Kres, polski pisarz fantasy (zm. 2022)
  - Mauricio Soria, boliwijski piłkarz, bramkarz, trener
  - Janusz Urbanowicz, polski rugbysta, trener
  - Heike Warnicke, niemiecka łyżwiarka szybka
  - Tadeusz Zieliński, polski prawnik, polityk, poseł na Sejm RP
- 1967:
  - Dariusz Banek, polski reżyser i scenarzysta teatralny i telewizyjny (zm. 2023)
  - Olivier Delaître, francuski tenisista
  - Ray Fearon, brytyjski aktor
  - Artur Gadowski, polski muzyk, wokalista, członek zespołu IRA
  - Jacek Laskowski, polski dziennikarz i komentator sportowy
  - Szymon Majewski, polski dziennikarz, prezenter radiowy i telewizyjny, satyryk, aktor
  - Roger Sanchez, amerykański didżej pochodzenia dominikańskiego
- 1968:
  - Jason Donovan, australijski piosenkarz
  - Petrus Haraseb, namibijski piłkarz
  - Kenan Şimşek, turecki zapaśnik
- 1969:
  - Luis García, meksykański piłkarz
  - Teri Polo, amerykańska aktorka
- 1970:
  - Eddy Etaeta, tahitański trener piłkarski
  - Alexi Lalas, amerykański piłkarz
  - R. Madhavan, indyjski aktor
  - Karen Mulder, holenderska modelka
  - Halina Nowak, polska biathlonistka, biegaczka narciarska
- 1971:
  - Steven W. Bailey, amerykański aktor
  - Vera Bergkamp, holenderska polityk, przewodnicząca Tweede Kamer
  - Alicja Boryło, polska chemik, oceanograf
  - Mario Cimarro, kubański aktor
  - Marcin Jakimowicz, polski dziennikarz, pisarz
  - Gilad Zuckermann, izraelski lingwista
- 1972:
  - Muchtar Bilmuchtar, algierski terrorysta
  - Miroslav König, słowacki piłkarz, bramkarz
- 1973:
  - Frédérik Deburghgraeve, belgijski pływak
  - Adam Garcia, australijski aktor, tancerz pochodzenia kolumbijskiego
  - Agustín García, meksykański piłkarz
  - Guntars Grīnvalds, łotewski menedżer, polityk
  - Heidi Klum, niemiecka modelka
  - Radosław Kowalczyk, polski piłkarz
  - Sebastian Płóciennik, polski ekonomista, niemcoznawca, wykładowca akademicki
  - Jason Truby, amerykański gitarzysta, członek zespołów Living Sacrifice i P.O.D.
- 1974:
  - Chung Jae-hun, południowokoreański łucznik
  - Alanis Morissette, kanadyjska piosenkarka
  - Michael Rasmussen, duński kolarz szosowy
  - Melissa Sagemiller, amerykańska aktorka
- 1975:
  - Dagmara Adamska, polska historyk, wykładowczyni akademicka
  - Karel Bláha, czeski lekkoatleta sprinter
  - Janusz Bojkowski, polski samorządowiec, wójt Postomina
  - Juan Fernando Franco Sánchez, kolumbijski duchowny katolicki, biskup Caldas
  - Iwona Hołowacz, polska siatkarka
  - Nikol Paszinian, ormiański dziennikarz, polityk, premier Armenii
  - Anto Petrović, chorwacki piłkarz, trener
  - Frauke Petry, niemiecka chemik, bizneswoman, polityk
- 1976:
  - Lorenzo Bertini, włoski wioślarz
  - Lars Conrad, niemiecki pływak
  - Marlon Devonish, brytyjski lekkoatleta, sprinter
  - Luiza Łańcuchowska, polska lekkoatletka, sprinterka
- 1977:
  - Sarah Wayne Callies, amerykańska aktorka
  - Arsen Gitinow, rosyjski i kirgijski zapaśnik
  - Paweł Gruza, polski urzędnik państwowy
  - Danielle Harris, amerykańska aktorka
  - Richard Krajčo, czeski aktor, wokalista, gitarzysta, członek zespołu Kryštof
  - Kate Magowan, brytyjska aktorka
  - Kelly Scott, kanadyjska curlerka
- 1978:
  - Hasna Benhassi, marokańska lekkoatletka, biegaczka średniodystansowa
  - Antonietta Di Martino, włoska lekkoatletka, skoczkini wzwyż
  - Iréna Dufour, belgijska lekkoatletka, tyczkarka
  - Ben Lummis, nowozelandzki piosenkarz, autor tekstów
- 1979:
  - Mario Méndez, meksykański piłkarz
  - Ladislav Nagy, słowacki hokeista
  - Markus Persson, szwedzki programista gier komputerowych
  - Yang Dong-geun, południowokoreański aktor
- 1980:
  - Arne Dankers, kanadyjski łyżwiarz szybki
  - Oliver James, brytyjski muzyk, piosenkarz, autor tekstów, aktor
  - Ağası Məmmədov, azersko-turecki bokser
  - Mattias Weinhandl, szwedzki hokeista
- 1981:
  - Brandi Carlile, amerykańska piosenkarka, autorka tekstów
  - Jonathan Coeffic, francuski wioślarz
  - Stephanie D’Hose, belgijska polityk, przewodnicząca Senatu
  - Hawar Mulla Mohammed, iracki piłkarz
  - Amy Schumer, amerykańska aktorka
  - Jewgienij Szaposznikow, rosyjski szachista
- 1982:
  - Justine Henin, belgijska tenisistka
  - Matt Moussilou, francusko-kongijski piłkarz
- 1983:
  - Sylvia Hoeks, holenderska aktorka
  - Michal Hubník, czeski piłkarz
  - Moustapha Salifou, togijski piłkarz
- 1984:
  - Jean Beausejour, chilijski piłkarz
  - Alicia Bozon, francuska pływaczka
  - Taylor Handley, amerykański aktor
  - David Neville, amerykański lekkoatleta, sprinter
  - Stéphane Sessègnon, beniński piłkarz
  - Najdangijn Tüwszinbajar, mongolski judoka
- 1985:
  - Rodolph Austin, jamajski piłkarz
  - Tirunesh Dibaba, etiopska lekkoatletka, biegaczka długodystansowa
  - Alina l'Ami, rumuńska szachistka
  - Wiktorija Kuziakina, rosyjska siatkarka
  - Tamara Todewska, macedońska piosenkarka
  - Anthony Tolliver, amerykański koszykarz
  - Nick Young, amerykański koszykarz
- 1986:
  - Anna Haag, szwedzka biegaczka narciarska
  - Moses Ndiema Masai, kenijski lekkoatleta, długodystansowiec
  - Chinedu Obasi, nigeryjski piłkarz
  - Zaurbiek Sochijew, uzbecki zapaśnik pochodzenia osetyjskiego
- 1987:
  - Emma Cannon, amerykańska koszykarka
  - Jenniffer Kae, niemiecka piosenkarka pochodzenia filipińskiego
  - Jerel McNeal, amerykański koszykarz
  - Yarisley Silva, kubańska lekkoatletka, tyczkarka
- 1988:
  - Tiara Brown, amerykańska pięściarka
  - Bela Chotenaszwili, gruzińska szachistka
  - Michal Ďuriš, słowacki piłkarz
  - Javier Hernández, meksykański piłkarz
  - Ren Suxi, chińska aktorka
  - Natalie Rooney, nowozelandzka strzelczyni sportowa
  - Alexis Vuillermoz, francuski kolarz szosowy i górski
- 1989:
  - Almir Bekić, bośniacki piłkarz
  - Natalja Gonczarowa, rosyjska siatkarka
  - Ariana Kukors, amerykańska pływaczka
  - Kamil Kula, polski aktor
  - Kerbi Rodríguez, dominikański piłkarz
  - Zomboy, brytyjski didżej, producent muzyczny
- 1990:
  - Jełdos Achmetow, kazachski piłkarz
  - Miler Bolaños, ekwadorski piłkarz
  - Megan Cyr, kanadyjska siatkarka
  - Inés Ferrer Suárez, hiszpańska tenisistka
  - Roman Josi, szwajcarski hokeista
  - Petar Krsmanović, serbski siatkarz
  - Kasia Lins, polska piosenkarka, pianistka, autorka tekstów
  - Stas Szurins, łotewski piosenkarz, kompozytor
  - Nahki Wells, bermudzki piłkarz
  - Arkadiusz Woźniak, polski piłkarz
- 1991:
  - Nestoras Mitidis, cypryjski piłkarz
  - Sally Peers, australijska tenisistka
  - Amy Pieters, holenderska kolarka
- 1992:
  - Brian Cook, amerykański siatkarz
  - Xavier Munford, amerykański koszykarz
  - Alejandra Onieva, hiszpańska aktorka
  - Alicia Perrin, kanadyjska siatkarka
  - Rubén Sobrino, hiszpański piłkarz
  - Gianmarco Tamberi, włoski lekkoatleta, skoczek wzwyż
- 1993:
  - Allison Beveridge, kanadyjska kolarka torowa i szosowa
  - Mawrudis Bugaidis, grecki piłkarz
  - Aboubacar Camara, gwinejski piłkarz, bramkarz
  - Reshanda Gray, amerykańska koszykarka
  - Johnny O’Bryant III, amerykański koszykarz
  - Miguel Suárez, boliwijski piłkarz
- 1994:
  - Giorgian de Arrascaeta, urugwajski piłkarz pochodzenia włoskiego
  - Patrick Burgener, szwajcarski snowboardzista
  - Joanna Miller, polska motocyklistka motocrossowa
  - Atsu Nyamadi, ghański lekkoatleta, wieloboista
  - Jamie Webb, brytyjski lekkoatleta, średniodystansowiec
- 1995:
  - Burhan Akbudak, turecki zapaśnik
  - Guo Tianqian, chińska lekkoatletka, kulomiotka
  - Mahmoud Hamdy, egipski piłkarz
  - Matej Sarajlić, chorwacki piłkarz ręczny
- 1996:
  - Mohsin Ali, pakistański piłkarz
  - Andrea Argenta, włoski siatkarz
  - Cengiz Arslan, turecki zapaśnik
  - Ayana Gempei, japońska zapaśniczka
  - Tom Holland, brytyjski aktor
  - Maksim Kuźmin, rosyjski piłkarz
- 1997:
  - Youssef En-Nesyri, marokański piłkarz
  - Wołodymyr Szepelew, ukraiński piłkarz
- 1998 – Aleksandra Sołdatowa, rosyjska gimnastyczka artystyczna
- 1999:
  - Dmitrij Alijew, rosyjski łyżwiarz figurowy
  - Sun Jiaxu, chiński narciarz dowolny
  - Mauri Vansevenant, belgijski kolarz szosowy
- 2000 – Ondřej Štyler, czeski tenisista
- 2001:
  - Paulina Damaske, polska siatkarka
  - Noè Ponti, szwajcarski pływak
- 2002 – Cristian Medina, argentyński piłkarz
- 2003:
  - Matheus Lima, brazylijski lekkoatleta, sprinter, płotkarz
  - Tsubaki Miki, japońska snowboardzistka
- 2004:
  - Stephen Izolo, nigeryjski zapaśnik
  - Andreas Schjelderup, norweski piłkarz
- 2005 – Tommaso Guercio, polski piłkarz pochodzenia włoskiego

## Zmarli
- 195 p.n.e. – Han Gaozu, cesarz Chin (ur.?)
- 193 – Didiusz Julianus, senator i cesarz rzymski (ur. 133)
- 654 – Pyrrus I, patriarcha Konstantynopola (ur. ?)
- 1307 – Dolcino, włoski franciszkanin (ur. ok. 1250)
- 1310 – Małgorzata Porete, francuska mistyczka (ur. 1260)
- 1431 – Dan II, hospodar Wołoszczyzny (ur. ?)
- 1434 – Władysław II Jagiełło, wielki książę litewski i król Polski (ur. 1362)
- 1438 – Michał Buczacki, polski szlachcic, polityk (ur. ?)
- 1453 – Giovanni Giustiniani Longo, włoski żołnierz (ur. ?)
- 1586 – Martin Azpilicueta, hiszpański ekonomista, filozof, teolog (ur. 1492)
- 1608 – Maria Eleonora, księżniczka Jülich-Kleve-Berg, księżna pruska (ur. 1550)
- 1616 – Ieyasu Tokugawa, japoński siogun (ur. 1543)
- 1617 – Alfons z Navarrete, hiszpański dominikanin, męczennik, błogosławiony (ur. 1571)
- 1625 – Honoré d’Urfé, francuski pisarz (ur. 1567)
- 1639 – Melchior Franck, niemiecki kompozytor (ur. ok. 1580)
- 1641 – Carlo Emmanuele Pio, włoski kardynał (ur. 1585)
- 1660 – Mary Dyer, angielska kwakierka, męczennica protestancka (ur. 1611)
- 1699 – Jerzy II, książę Wirtembergii-Mömpelgard (ur. 1626)
- 1725 – Kazimierz Biernacki, polski franciszkanin konwentualny, historyk, wykładowca akademicki (ur. 1629)
- 1727 – Cornelis Huysmans, holenderski malarz (ur. 1648)
- 1745 – Giovanni Battista Cromer, włoski malarz (ur. 1665)
- 1771 – James Smith-Stanley, brytyjski arystokrata, polityk (ur. 1716)
- 1794 – Johann Leopold von Hay, czeski duchowny katolicki, biskup hradecki (ur. 1735)
- 1795 – Pierre Joseph Desault, francuski chirurg (ur. 1744)
- 1802 – Pemulwuy, aborygeński wojownik (ur. ok. 1750)
- 1804 – František Herczan, czeski duchowny katolicki, biskup Szombathely, kardynał, dyplomata w służbie austriackiej (ur. 1735)
- 1815 – Louis-Alexandre Berthier, francuski arystokrata, wojskowy, marszałek Francji (ur. 1753)
- 1817 – Genpaku Sugita, japoński lekarz, tłumacz (ur. 1733)
- 1823 – Louis Nicolas Davout, francuski arystokrata, dowódca wojskowy, marszałek Francji (ur. 1770)
- 1830 – Swaminarajan, indyjski guru wisznuicki (ur. 1781)
- 1833 – Oliver Wolcott Jr., amerykański finansista, polityk (ur. 1760)
- 1841 – David Wilkie, szkocki malarz (ur. 1785)
- 1846 – Grzegorz XVI, papież (ur. 1765)
- 1854 – Josipina Turnograjska, słoweńska poetka, pisarka (ur. 1833)
- 1862:
  - Bonawentura Dąbrowski, polski malarz portrecista i miniaturzysta (ur. 1807)
  - Józef Túc, wietnamski męczennik i święty katolicki (ur. ok. 1843)
- 1863 – Maksymilian Habsburg-Este, austriacki arcyksiążę, wielki mistrz zakonu krzyżackiego (ur. 1782)
- 1867 – Georg Karl Christian von Staudt, niemiecki matematyk (ur. 1798)
- 1868 – James Buchanan, amerykański polityk, prezydent USA (ur. 1791)
- 1872 – James Gordon Bennett Sr., amerykański dziennikarz, wydawca (ur. 1795)
- 1878 – Franz Brand, niemiecki duchowny katolicki, wielki dziekan kłodzki i wikariusz arcybiskupi dla wiernych hrabstwa kłodzkiego (ur. 1806)
- 1879 – Napoleon IV Bonaparte, tytularny cesarz Francuzów (ur. 1856)
- 1880 – Hippolyte Passy, francuski ekonomista, polityk (ur. 1793)
- 1885 – Mikołaj Bołoz Antoniewicz, polski poeta, dramatopisarz, uczestnik powstania listopadowego pochodzenia ormiańskiego (ur. 1801 lub 1804)
- 1892 – Louis Janmot, francuski malarz, poeta (ur. 1814)
- 1893 – Edward Poniński, polski ziemianin, działacz społeczny, polityk (ur. 1810)
- 1898 – Mary Traill Spence Lowell Putnam, amerykańska pisarka, poetka (ur. 1810)
- 1899 – Klaus Groth, niemiecki prozaik, poeta (ur. 1819)
- 1902 – Theodor Blell, niemiecki posiadacz ziemski, polityk (ur. 1827)
- 1903:
  - Hubert Airy, brytyjski lekarz (ur. 1838)
  - József Noa, węgierski szachista (ur. 1856)
- 1905 – Jan Chrzciciel Scalabrini, włoski duchowny katolicki, biskup Piacenzy, błogosławiony (ur. 1839)
- 1906 – Georg Huth, niemiecki orientalista, podróżnik (ur. 1867)
- 1909 – Giuseppe Martucci, włoski kompozytor, pianista, dyrygent, pedagog (ur. 1856)
- 1910 – Freeman Tulley Knowles, amerykański prawnik, wojskowy, wydawca prasy, polityk (ur. 1846)
- 1911 – Johanna Bade, niemiecka diakonisa (ur. 1831)
- 1913:
  - Iosif Dubrowinski, rosyjski rewolucjonista, bolszewik (ur. 1877)
  - Jan Felicjan Owidzki, polski malarz (ur. 1852)
- 1914 – Árpád Feszty, węgierski malarz (ur. 1856)
- 1917 – John Yates, angielski piłkarz (ur. 1861)
- 1918 – Roderic Dallas, australijski pilot wojskowy, as myśliwski (ur. 1891)
- 1919 – Hedwig Dohm, niemiecka pisarka, feministka (ur. 1831)
- 1921 – William Harbutt, brytyjski nauczyciel, wynalazca (ur. 1844)
- 1922 – Władysław Józef Fedorowicz, polski ziemianin, urzędnik, mecenas sztuki (ur. 1860)
- 1925:
  - Lucien Guitry, francuski aktor (ur. 1860)
  - Thomas Marshall, amerykański polityk (ur. 1854)
- 1927:
  - Lizzie Borden, Amerykanka uniewinniona od zarzutu zabójstwa ojca i macochy (ur. 1860)
  - Eligia Bryłowa, polska działaczka społeczna (ur. 1855)
  - John Bagnell Bury, irlandzki historyk, filolog klasyczny, wykładowca akademicki (ur. 1861)
  - Hannibal Maria Di Francia, włoski duchowny katolicki, święty (ur. 1851)
  - Sakizō Yai, japoński przedsiębiorca, wynalazca (ur. 1864)
- 1929 – Rodrigo de Figueroa y Torres, hiszpański arystokrata, rzeźbiarz, architekt, polityk (ur. 1866)
- 1930:
  - Marian Józef Ryx, polski duchowny katolicki, biskup sandomierski (ur. 1853)
  - Jerzy Ciechanowiecki, polski arystokrata, dyplomata (ur. 1893)
  - Eugénio Tavares, kabowerdyjski poeta (ur. 1867)
- 1931 – Wojciech Grzegorzewicz, polski historyk literatury, polonista, pedagog (ur. 1864)
- 1932 – Ryszard Abramowski, polsko-niemiecki duchowny ewangelicki, tłumacz, redaktor, wydawca (ur. 1862)
- 1933 – Jerzy Dąbrowski, polski major piechoty, historyk wojskowości (ur. 1888)
- 1934:
  - Abdułkadyr Muchitdinow, tadżycki i radziecki polityk (ur. 1892)
  - Adam Schwarz, polski inżynier leśnictwa, wykładowca akademicki (ur. 1878)
  - Witold Wandurski, polski dramaturg, poeta, publicysta, reżyser, działacz komunistyczny (ur. 1891)
- 1936:
  - Christina Morfowa, bułgarska śpiewaczka operowa (sopran) (ur. 1887)
  - Harald Siebert, niemiecki psychiatra (ur. 1886)
- 1938:
  - Michaił Bołdyriew, radziecki polityk (ur. 1890)
  - Onufry (Gagaluk), rosyjski biskup i święty prawosławny pochodzenia ukraińsko-polskiego (ur. 1889)
  - Ödön von Horváth, austriacki dramaturg, prozaik (ur. 1901)
  - Edward J. Livernash, amerykański polityk (ur. 1866)
- 1939 – Aladár Scherffel, węgierski botanik, mykolog, wykładowca akademicki (ur. 1865)
- 1940:
  - Rajmund Kalpas, polski podporucznik pilot (ur. 1916)
  - Alfred Loisy, francuski ekskomunikowany duchowny katolicki, teolog, wykładowca akademicki (ur. 1857)
- 1941:
  - Hans Berger, niemiecki neurolog, psychiatra, wykładowca akademicki (ur. 1873)
  - Kurt Hensel, niemiecki matematyk, wykładowca akademicki (ur. 1861)
  - Hugh Walpole, brytyjski pisarz, krytyk literacki (ur. 1884)
- 1942:
  - Henry H. Blood, amerykański polityk (ur. 1872)
  - Karl Lasch, niemiecki prawnik, ekonomista, polityk nazistowski (ur. 1904)
  - Władysław Muzyka, polski pułkownik piechoty (ur. 1895)
  - Ernest Pingoud, fiński kompozytor, dyrygent, pianista pochodzenia alzackiego (ur. 1887)
  - Nikołaj Tiepłow, radziecki polityk (ur. 1887)
  - Vladislav Vančura, czeski pisarz, reżyser filmowy (ur. 1891)
  - Jonas Vileišis, litewski dziennikarz, polityk, prawnik, dyplomata (ur. 1872)
  - Władimir Zaimow, bułgarski generał, szpieg radziecki (ur. 1888)
- 1943:
  - Umer Achmołła Atamanow, krymskotatarski czerwonoarmista, partyzant (ur. 1912 lub 16)
  - Leslie Howard, brytyjski aktor (ur. 1893)
  - Helmut Kapp, niemiecki funkcjonariusz nazistowski, tłumacz (ur. ?)
  - Apolonia Likos, polska rolniczka (ur. 1904)
  - Piotr Likos, polski rolnik (ur. 1901)
- 1945:
  - Eduard Bloch, austriacki lekarz pochodzenia żydowskiego (ur. 1872)
  - Roman Dyboski, polski filolog angielski, historyk literatury angielskiej, tłumacz, wykładowca akademicki (ur. 1883)
  - Walter Frederick Gale, australijski bankier, astronom (ur. 1865)
  - August Lindgren, duński piłkarz (ur. 1883)
  - Pío del Río-Hortega, hiszpański neurolog, neuroanatom, neuropatolog, wykładowca akademicki (ur. 1882)
  - Stanisław Sikorski, polski porucznik NSZ (ur. 1921)
- 1946:
  - Gheorghe Alexianu, rumuński prawnik, wykładowca akademicki, polityk (ur. 1897)
  - Ion Antonescu, rumuński generał, polityk, premier Rumunii (ur. 1882)
  - Arthur Griffith-Boscawen, brytyjski polityk (ur. 1865)
  - Leo Slezak, austriacki śpiewak operowy (tenor) (ur. 1873)
- 1947:
  - Anna Hofman-Uddgren, szwedzka reżyserka filmowa (ur. 1868)
  - Trygve Lundgreen, norweski łyżwiarz szybki (ur. 1888)
- 1948:
  - Piotr Abakanowicz, polski podpułkownik pilot, członek NSZ (ur. 1890)
  - José Vianna da Motta, portugalski pianista, kompozytor, publicysta, krytyk i pedagog muzyczny (ur. 1868)
  - Sonny Boy Williamson, amerykański muzyk bluesowy, wirtuoz harmonijki ustnej (ur. 1914)
- 1949:
  - Chalil Mutran, egipski poeta, prozaik, tłumacz, dziennikarz (ur. 1872)
  - Roman Panin, radziecki generał major (ur. 1897)
- 1950:
  - Juliusz Bruna, polski urzędnik przemysłu prywatnego, działacz samorządowy i społeczny (ur. 1876)
  - Zygmunt Lercel, polski podporucznik, agent Głównego Zarządu Informacji (ur. 1921)
  - Władysław Roman Sztolcman, polski artysta, rysownik, dokumentalista, konserwator zabytków, projektant (ur. 1873)
- 1951 – Rafael Altamira y Crevea, hiszpański historyk, prawnik, sędzia Stałego Trybunału Sprawiedliwości Międzynarodowej (ur. 1866)
- 1952:
  - John Dewey, amerykański filozof, wykładowca akademicki (ur. 1859)
  - Wincenty Odyniec, polski generał dywizji (ur. 1865)
- 1953:
  - Alex James, szkocki piłkarz (ur. 1901)
  - Karl Vilhelm Zetterstéen, szwedzki profesor orientalistyki, językoznawca i tłumacz (ur. 1866)
- 1954 – Martin Andersen Nexø, duński pisarz (ur. 1869)
- 1955 – Walentin Dogiel, rosyjski zoolog, parazytolog, protistolog, wykładowca akademicki (ur. 1882)
- 1956 – Bartłomiej (Gorodcow), rosyjski biskup prawosławny (ur. 1866)
- 1957 – Mario Bianchini, włoski bokser (ur. 1911)
- 1958:
  - Raoul Caudron, francuski piłkarz, trener (ur. 1883)
  - Kazimierz Maksymilian Kuczyński, polski inżynier-rolnik, polityk, poseł na Sejm RP (ur. 1884)
- 1959:
  - Povl Gerlow, duński strzelec sportowy (ur. 1881)
  - Kosma Lenczowski, polski kapucyn, kapelan Legionów Polskich (ur. 1881)
- 1960:
  - Paula Hitler, Austriaczka, siostra Adolfa (ur. 1896)
  - Teodoro Picado Michalski, kostarykański adwokat, pisarz, polityk pochodzenia polskiego, prezydent Kostaryki (ur. 1900)
  - Yü Hung-chün, tajwański ekonomista, polityk, premier Tajwanu (ur. 1898)
- 1961 – Adam Bederski, polski poeta (ur. 1893)
- 1962 – Adolf Eichmann, niemiecki funkcjonariusz nazistowski, ludobójca, zbrodniarz wojenny (ur. 1906)
- 1964 – Bronisław Rutkowski, polski organista, kompozytor, dyrygent, pedagog, krytyk muzyczny (ur. 1898)
- 1968 – Helen Keller, amerykańska pisarka (ur. 1880)
- 1969 – Ivar Ballangrud, norweski łyżwiarz szybki (ur. 1904)
- 1970 – Pandi Stillu, albański reżyser, aktor (ur. 1914)
- 1971 – Reinhold Niebuhr, amerykański duchowny ewangelicki, teolog, filozof kultury (ur. 1892)
- 1972 – Jerzy Piotrowski, polski architekt (ur. 1930)
- 1973 – Helen Parkhurst, amerykańska nauczycielka (ur. 1886)
- 1975 – Tadeusz Olsza, polski aktor, artysta kabaretowy, tancerz, reżyser, śpiewak (ur. 1895)
- 1976 – Bolesław Mościcki, polski major (ur. 1899)
- 1977 – Rudolf Vytlačil, czeski piłkarz, trener (ur. 1912)
- 1978:
  - Abdyłas Małdybajew, kirgiski kompozytor, śpiewak operowy, pedagog (ur. 1906)
  - Arthur Woodburn, brytyjski polityk (ur. 1890)
- 1979:
  - Werner Forßmann, niemiecki lekarz, chirurg, laureat Nagrody Nobla (ur. 1904)
  - Ján Kadár, czeski reżyser filmowy pochodzenia węgierskiego (ur. 1918)
- 1980:
  - Hanna Główczewska, polska artystka plastyk, ceramiczka (ur. 1908)
  - Arthur Nielsen, amerykański analityk handlu, tenisista, działacz sportowy (ur. 1897)
- 1981 – Carl Vinson, amerykański polityk (ur. 1883)
- 1982:
  - Jerzy Bukowski, polski aeromechanik, konstruktor śmigieł, wykładowca akademicki, polityk, poseł na Sejm PRL (ur. 1902)
  - Kazimierz Kłósak, polski filozof, wykładowca akademicki (ur. 1911)
  - Paul Wehner, niemiecki strzelec sportowy (ur. 1896)
  - Henryk Worcell, polski pisarz (ur. 1909)
- 1983:
  - Karol Koburg, hrabia Flandrii, książę i regent Belgii (ur. 1903)
  - Anna Seghers, niemiecka pisarka (ur. 1900)
- 1984:
  - Adam Heinz, polski językoznawca, wykładowca akademicki (ur. 1914)
  - Archip Lulka, ukraiński konstruktor silników lotniczych (ur. 1908)
  - Sten Pettersson, szwedzki lekkoatleta, płotkarz i sprinter (ur. 1902)
  - Carl Sandblom, szwedzki żeglarz sportowy (ur. 1908)
- 1985 – Iwan Skidanienko, radziecki polityk (ur. 1898)
- 1986 – Jo Gartner, austriacki kierowca wyścigowy (ur. 1954)
- 1987:
  - Khwaja Ahmad Abbas, indyjski pisarz, reżyser i scenarzysta filmowy (ur. 1914)
  - Raszid Karami, libański polityk, premier Libanu (ur. 1921)
  - Tadeusz Kłobucki, polski urzędnik, dyrektor teatru, tłumacz przysięgły (ur. 1919)
  - Ludwik Sobieraj, polski generał brygady (ur. 1922)
- 1988:
  - Herbert Feigl, austriacki filozof (ur. 1902)
  - Davey Moore, amerykański bokser (ur. 1959)
- 1989:
  - Irena Dubiska, polska skrzypaczka, pedagog (ur. 1899)
  - Aurelio Lampredi, włoski inżynier samochodowy i lotniczy (ur. 1917)
  - Charles Vanden Wouwer, belgijski piłkarz (ur. 1916)
- 1990 – Wiesław Kielar, polski operator filmowy (ur. 1919)
- 1991 – Krystyna Tarnowska, polska tłumaczka (ur. 1918)
- 1992 – Jerzy Edwin Rose, polsko-amerykański psychiatra, neuroanatom (ur. 1909)
- 1993:
  - Aleksander Pudło, polski pułkownik, funkcjonariusz SB (ur. 1925)
  - Wsiewołod Wołczew, polski historyk, działacz komunistyczny pochodzenia rosyjsko-bułgarskiego (ur. 1929)
- 1994:
  - Eugeniusz Olszewski, polski inżynier, historyk techniki (ur. 1911)
  - Antoni Szymaniuk, polski malarz (ur. 1921)
- 1996:
  - Michael Fox, amerykański aktor (ur. 1921)
  - Neelam Sanjiva Reddy, indyjski polityk, prezydent Indii (ur. 1913)
- 1997:
  - William Eastlake, amerykański pisarz (ur. 1917)
  - Józef Hano, polski farmakolog (ur. 1906)
  - Nikołaj Tichonow, radziecki polityk, premier ZSRR (ur. 1905)
- 1998:
  - Gottfried Dienst, szwajcarski sędzia piłkarski (ur. 1918)
  - Jerzy Łoś, polski matematyk, logik, ekonomista (ur. 1920)
  - Lena Zelwerowicz, polska aktorka, pedagog (ur. 1903)
- 1999 – Christopher Cockerell, brytyjski inżynier, wynalazca (ur. 1910)
- 2000:
  - Eliasz Kuziemski, polski aktor (ur. 1922)
  - Andrzej Wojaczek, polski aktor (ur. 1947)
- 2001:
  - Aishwarya, królowa Nepalu (ur. 1949)
  - Birendra Bir Bikram Shah Dev, król Nepalu (ur. 1945)
  - Jusuf Vrioni, albański dyplomata, tłumacz (ur. 1916)
- 2002 – Tadeusz Wrzaszczyk, polski inżynier, polityk, poseł na Sejm RP, minister przemysłu maszynowego, wicepremier (ur. 1932)
- 2003 – Burkard Freiherr von Müllenheim-Rechberg, niemiecki oficer marynarki, dyplomata, pisarz (ur. 1910)
- 2004 – Michał Gryziński, polski fizyk jądrowy (ur. 1930)
- 2005:
  - Stefan Marody, polski dziennikarz pochodzenia żydowskiego (ur. 1935)
  - George Mikan, amerykański koszykarz (ur. 1924)
  - Władimir Sawon, ukraiński szachista, trener (ur. 1940)
- 2006:
  - Rocío Jurado, hiszpańska śpiewaczka, aktorka (ur. 1946)
  - Anton Seelos, austriacki narciarz alpejski (ur. 1911)
- 2007:
  - Jan Beneš, czeski pisarz, scenarzysta, publicysta (ur. 1936)
  - Charles Johnson, amerykański koszykarz (ur. 1949)
  - Tony Thompson, amerykański wokalista, członek zespołu Hi-Five (ur. 1975)
  - Grzegorz Warchoł, polski gitarzysta basowy, członek zespołów Pidżama Porno i Lombard (ur. 1974)
- 2008:
  - Alton Kelley, amerykański artysta psychodeliczny (ur. 1940)
  - Tommy Lapid, izraelski dziennikarz, polityk (ur. 1931)
  - Yves Saint Laurent, francuski projektant mody (ur. 1936)
- 2009:
  - Bob Christie, amerykański kierowca wyścigowy (ur. 1924)
  - Piotr Ludwik Orleański-Bragança, książę brazylijski (ur. 1983)
- 2010:
  - Leon Guz, polski dziennikarz pochodzenia żydowskiego (ur. 1914)
  - Roger Manderscheid, luksemburski prozaik (ur. 1933)
  - Andriej Wozniesienski, rosyjski architekt, poeta, prozaik (ur. 1933)
- 2012:
  - Milan Gaľa, słowacki polityk (ur. 1953)
  - Czesław Mroczek, polski aktor (ur. 1920)
  - Barbara Rokowska, polska matematyk (ur. 1926)
- 2013 – Janina Ławińska-Tyszkowska, polska filolog (ur. 1934)
- 2014:
  - Kazimierz Chudy, polski generał brygady (ur. 1928)
  - Ann B. Davis, amerykańska aktorka (ur. 1926)
  - Heinrich Fasching, austriacki duchowny katolicki, biskup St. Pölten (ur. 1929)
  - Zofia Książek-Bregułowa, polska aktorka, poetka (ur. 1920)
  - Jay Lake, amerykański pisarz science fiction (ur. 1964)
  - Wałentyn Mankin, ukraiński żeglarz sportowy (ur. 1938)
  - Antonio Rada, kolumbijski piłkarz (ur. 1937)
- 2015:
  - Charles Peter Kennedy, brytyjski polityk (ur. 1959)
  - Nicholas Liverpool, dominicki polityk, prezydent Dominiki (ur. 1934)
  - Jacques Parizeau, kanadyjski ekonomista, polityk (ur. 1930)
  - Jean Ritchie, amerykańska piosenkarka (ur. 1922)
  - Tadeusz Zawistowski, polski duchowny katolicki, biskup łomżyński (ur. 1930)
- 2016:
  - Leonard Boyle, nowozelandzki duchowny katolicki, biskup Dunedin (ur. 1930)
  - Janusz Ekiert, polski muzykolog, krytyk muzyczny (ur. 1931)
- 2017:
  - Tankred Dorst, niemiecki pisarz (ur. 1925)
  - Alois Mock, austriacki prawnik, polityk, minister edukacji oraz spraw zagranicznych, wicekanclerz (ur. 1934)
- 2018:
  - Jill Conway, amerykańsko-australijska pisarka (ur. 1934)
  - Walter Eich, szwajcarski piłkarz, trener (ur. 1925)
  - John Julius Norwich, brytyjski pisarz, historyk (ur. 1929)
- 2019:
  - Wojciech Kwiatkowski, polski geodeta, inżynier, polityk, poseł na Sejm RP (ur. 1937)
  - José Antonio Reyes, hiszpański piłkarz (ur. 1983)
  - Michel Serres, francuski filozof, wykładowca akademicki, pisarz (ur. 1930)
- 2020:
  - Marian Filar, polski prawnik, polityk, poseł na Sejm RP (ur. 1942)
  - Joey Image, amerykański perkusista punkrockowy, członek zespołu The Misfits (ur. 1957)
  - Barnaba (Kiedrow), rosyjski biskup prawosławny, metropolita czeboksarski i czuwaski (ur. 1931)
  - Piotr Rocki, polski piłkarz (ur. 1974)
  - Hans-Jörg Schwenk, niemiecki językoznawca (ur. 1960)
  - Pedro Ercílio Simon, brazylijski duchowny katolicki, arcybiskup Passo Fundo (ur. 1941)
  - Myrosław Skoryk, ukraiński kompozytor, muzykolog (ur. 1938)
- 2021:
  - Román Hernández Onna, kubański szachista (ur. 1949)
  - Amadeusz Sabaudzki-Aosta, włoski arystokrata, przedsiębiorca (ur. 1943)
- 2022:
  - Genadiusz (Limuris), grecki biskup prawosławny (ur. 1951)
  - Paulo Antonino Mascarenhas Roxo, brazylijski duchowny katolicki, biskup Mogi das Cruzes (ur. 1928)
  - Gilberto Rodríguez Orejuela, kolumbijski przestępca, baron narkotykowy (ur. 1939)
  - Tadeusz Tomasiński, polski duchowny katolicki, pallotyn, działacz polonijny, uczestnik powstania warszawskiego (ur. 1923)
- 2023:
  - Stanisław Cieśla, polski prawnik, działacz katolicki, polityk, poseł na Sejm i senator RP (ur. 1945)
  - David Jones, brytyjski lekkoatleta, sprinter (ur. 1940)
  - Philippe Pozzo di Borgo, francuski przedsiębiorca (ur. 1951)
  - Reinhold Senn, austriacki saneczkarz (ur. 1936)
  - Cynthia Weil, amerykańska autorka tekstów piosenek (ur. 1940)
- 2024:
  - Erich Anderson, amerykański aktor (ur. 1956)
  - Artur Czilingarow, rosyjski badacz polarny, oceanolog, geograf, polityk (ur. 1939)
  - Andrzej Kostenko, polski reżyser, scenarzysta i operator filmowy (ur. 1936)
  - Philippe Leroy, francuski aktor (ur. 1930)
  - Tin Oo, birmański wojskowy, polityk, minister obrony (ur. 1927)
  - Janusz Rewiński, polski aktor, satyryk, polityk, poseł na Sejm RP (ur. 1949)
- 2025:
  - Esko Ahonen, fiński samorządowiec, polityk, burmistrz Lestijärvi (ur. 1955)
  - Raymond Destin, martynikański trener piłkarski (ur. 1945/1946)
  - John Robert Gorman, amerykański duchowny katolicki, biskup pomocniczy Chicago (ur. 1925)
  - Monica Nielsen, szwedzka aktorka (ur. 1937)
  - Víctor Manuel Ochoa, kolumbijski duchowny katolicki, biskup Cúcuty, ordynariusz polowy Kolumbii (ur. 1962)